# Wierzynek étterem

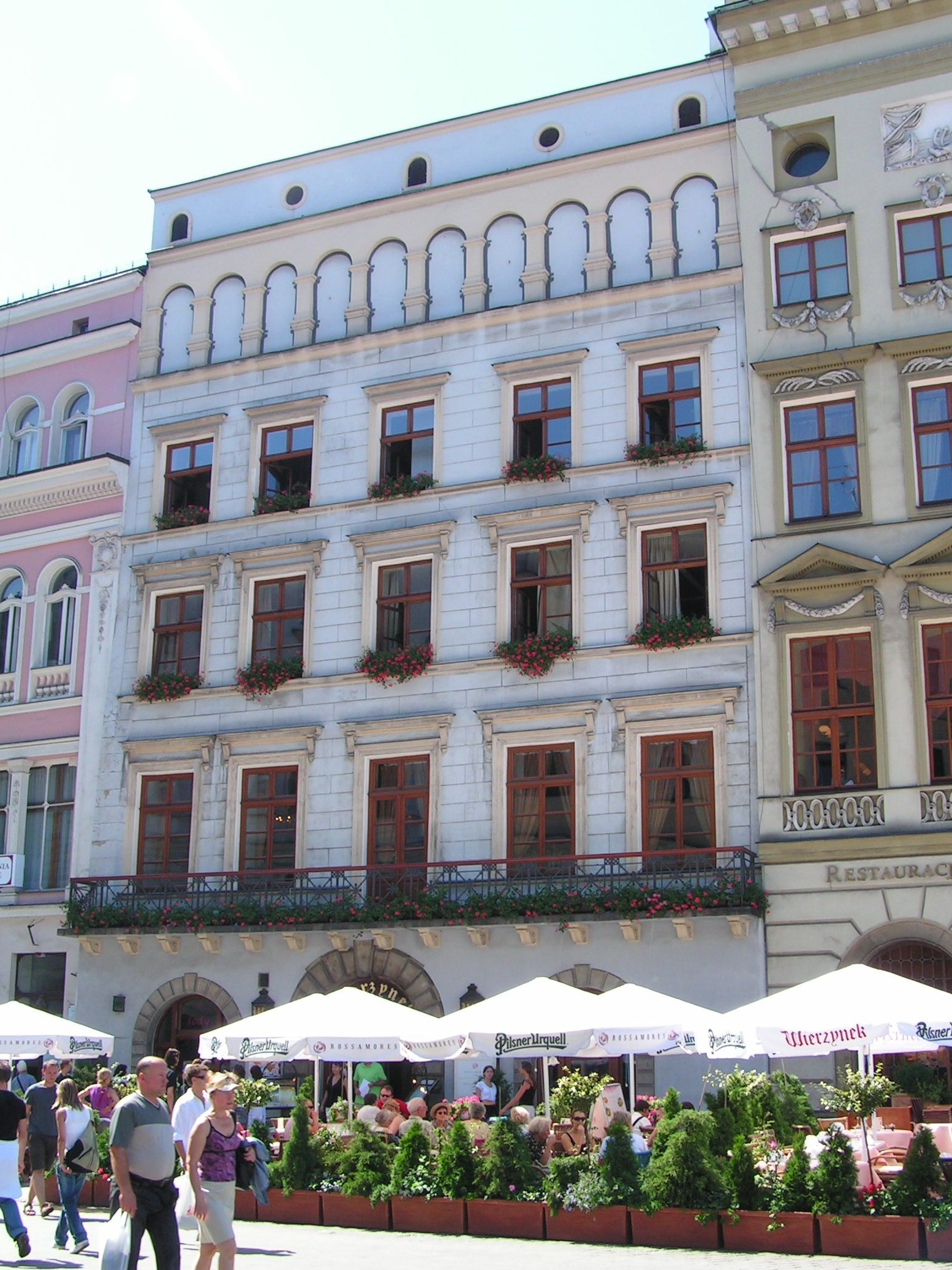
A Pinocińska-ház

A Wierzynek étterem egy híres vendéglátóhely Krakkó főterén, a Piac téren (Rynek).

## Története
Az éttermet 1941-ben Kazimierz Książek alapította Pod Wierzynkiem néven. Az elnevezés ifjabb Mikołaj Wierzynek patríciusra és az 1364-ben megtartott krakkói királytalálkozóra utal, amelyen többek között III. Kázmér lengyel király, IV. Károly német-római császár és cseh király, valamint I. Lajos magyar – későbbi lengyel – király vett részt több más uralkodó és herceg mellett.
Napjainkban az éttermet Elżbieta Filipiak vezeti, aki a jól ismert krakkói üzletember, Janusz Filipiak felesége.

## Leírás
Az étterem helyiségei több szomszédos épületben, a Morsztynowska-házban (16. sz.), a Pinocińska-házban (15. sz.) és a Hetmańska-ház (17. sz.) emeleti részén foglalnak helyet. A földszinten kávézó található. Az egyes helyiségeknek mint szalonoknak neve van (Sala Wierzynkowa, Sala Kolumnowa, Sala Krakowska, Sala Zegarowa, Sala Rycerska, Sale Pompejańskie – kicsi és nagy terem –, Sala Renesansowa). A szalonokban nemcsak étterem működik, hanem igénytől függően konferenciákat, táncos rendezvényeket is rendeznek bennük.

## Külső kapcsolat
- A Wierzynek étterem weblapja

## Lásd még
- Lengyel konyhaművészet

## Fordítás
- Ez a szócikk részben vagy egészben a  Wierzynek című lengyel Wikipédia-szócikk ezen változatának fordításán alapul.  Az eredeti cikk szerkesztőit annak laptörténete sorolja fel. Ez a jelzés csupán a megfogalmazás eredetét és a szerzői jogokat jelzi, nem szolgál a cikkben szereplő információk forrásmegjelöléseként.